# Berneval-le-Grand
Berneval-le-Grand är en kommun i departementet Seine-Maritime i regionen Normandie i norra Frankrike. Kommunen ligger i kantonen Dieppe-Est som tillhör arrondissementet Dieppe. År 2018 hade Berneval-le-Grand 1 415 invånare.

## Befolkningsutveckling
Antalet invånare i kommunen Berneval-le-Grand
| Referens: INSEE |